# Daniel Toth
Daniel Toth (* 10. Juni 1987 in Wien) ist ein österreichischer Fußballspieler.

## Karriere
Daniel Toth begann seine Karriere mit einer Ausbildung im BNZ Burgenland. Danach war er bei den beiden burgenländischen Klubs SC Neusiedl und SC/ESV Parndorf engagiert. Im Juli 2007 wechselte Toth dann zum österreichischen Vizemeister SV Ried. Sein Debüt gab er am ersten Spieltag bei der 1:2-Heimniederlage gegen den SV Mattersburg, bei der er nach 70 Minuten eingewechselt wurde. Beim 3:0-Sieg gegen den SCR Altach am 26. September 2007 erzielte er in der Nachspielzeit seinen ersten Bundesligatreffer. In 35 Bundesligaspielen erzielte der offensive Mittelfeldspieler drei Tore für die SV Ried.
In der Winterpause 2008/09 wechselte Toth zum Erste Liga-Verein FC Admira Wacker Mödling. In elfeinhalb Jahren bei der Admira kam er zu 259 Erst- und Zweitligaeinsätzen.
Zur Saison 2020/21 wechselte er zum Regionalligisten SV Stripfing. Für Stripfing kam er zu sechs Regionalligaeinsätzen. Zur Saison 2021/22 kehrte er zum Ligakonkurrenten Neusiedl am See zurück.

## Privates
Sein Bruder Marcel ist ebenfalls Fußballspieler.

## Erfolge
- Meister Erste Liga: 2011